# Řícmanice
Řícmanice (deutsch Ritzmanitz) ist eine Gemeinde in Tschechien. Sie liegt zehn Kilometer nordöstlich des Stadtzentrums von Brno und gehört zum Okres Brno-venkov.

## Geographie
Řícmanice befindet sich im Süden des Drahaner Berglandes. Das von Wäldern umgebene Dorf liegt an der Einmündung des Baches Močílky in den Časnýř.
Nachbarorte sind Babice nad Svitavou im Norden, Kanice im Nordosten, Obce und Ochoz u Brna im Osten, Horní Mlýn, Prostřední Mlýn, Hostěnice und Mokrá-Horákov im Südosten, Líšeň im Süden, Bílovice nad Svitavou im Südwesten, Soběšice im Westen sowie Ořešín, Útěchov und Ptačinek im Nordwesten.

## Geschichte
Die erste schriftliche Erwähnung des Dorfes erfolgte in einer auf 1210 datierten Urkunde im Zusammenhang mit einem Zdislav de Recmanisci. Diese Urkunde hat sich als ein späteres Falsifikat erwiesen. Besitzer von Řícmanice waren im Laufe der Zeit die Geschlechter von Kunstadt, Leipa, Boskowitz und Lichtenburg. Im 17. Jahrhundert erwarben die Liechtensteiner die Güter und schlugen sie der Herrschaft Pozořice zu. Řícmanice bildete mit Kanice eine Gemeinde, seit dem 17. Jahrhundert verwendeten beide Dörfer ein gemeinsames Siegel, das einen mit einer Rodehacke gekreuzten Schlägel und darunter eine Hippe zeigte.
Nach der Aufhebung der Patrimonialherrschaften bildete Řičmanice mit dem Ortsteil Kanice ab 1850 eine politische Gemeinde in der Bezirkshauptmannschaft Brünn. 1867 löste sich Kanice los und wurde zu einer eigenständigen Gemeinde. 1921 wurde Řícmanice dem Okres Brno-venkov zugeordnet. Zwischen 1948 und 1960 war die Gemeinde Teil des Okres Brno-okolí und seit 1961 gehört sie wieder zum Brno-okolí. Řícmanice gehört heute der Mikroregion Časnýř an. Gepfarrt ist das Dorf nach Babice nad Svitavou.

## Gemeindegliederung
Für die Gemeinde Řícmanice sind keine Ortsteile ausgewiesen.

## Sehenswürdigkeiten
- Arboretum, auf einer Lichtung nördlich des Dorfes
- Kapelle